# Lydella lacustris
Lydella lacustris är en tvåvingeart som beskrevs av Herting 1959. Lydella lacustris ingår i släktet Lydella och familjen parasitflugor. Inga underarter finns listade i Catalogue of Life.